# 塞尔维亚共和国国家安全委员会
塞尔维亚共和国国家安全委员会和秘密信息委员会是塞尔维亚共和国政府于2007年成立的负责监督国防和国家安全的机构。由塞尔维亚总统、总理、国防部长、司法部长、警察总长、武装部队参谋长和各安全部门负责人组成。

## 历史
塞尔维亚共和国国家安全委员会于2009年11月16日以塞尔维亚共和国国家安全委员会办公室的名义开始运作，并通过了关于建立国家安全委员会办公室和机密信息保护办公室的法令。随着塞尔维亚《数据保密法》的生效，该法律自2010年1月1日生效。塞尔维亚共和国国家安全委员会因此改名为塞尔维亚共和国国家安全委员会和秘密信息委员会，并负责保护国家的机密信息。

## 运作
塞尔维亚共和国国家安全委员会办公室的工作由该部处长进行管理，部门处长由国家安全委员会的意见由塞尔维亚政府任命和解雇。 在部门处长下设有副处长职位及其他几个内部组织单位：
- 国家安全委员会工作支助部和安全事务协调局局长
- 保密信息保护局和外国保密信息中央登记处
- 法律，人事和公共采购小组
- 财务管理，计划和报告小组

塞尔维亚共和国国家安全委员会的内部部门的基本运作是根据《塞尔维亚共和国宪法》《塞尔维亚共和国安全服务组织基本法》《数据保密法》等法律下开展工作。

## 国际合作
在根据《塞尔维亚共和国国家安全战略》文件下塞尔维亚与与东南欧和中东地区国家达成了在交换和保护机密信息领域的合作协定：
| 国家                 | 结束年份 |
| -------------------- | -------- |
| 北约                 | 2011年   |
| 欧洲联盟             | 2011年   |
| 斯洛伐克             | 2011年   |
| 保加利亚             | 2011年   |
| 捷克共和国           | 2013年   |
| 斯洛文尼亚           | 2013年   |
| 波斯尼亚和黑塞哥维那 | 2013年   |
| 马其顿               | 2014年   |
| 西班牙               | 2014年   |
| 俄罗斯联邦           | 2014年   |
| 波兰                 | 2015年   |
| 罗马尼亚             | 2017年   |
| 塞浦路斯             | 2017年   |
| 法国                 | 2018年   |
| 卢森堡               | 2020年   |
| 意大利               | 协商中   |
| 葡萄牙               | 协商中   |
| 德国                 | 协商中   |
| 黑山                 | 协商中   |
| 土耳其               | 协商中   |
| 匈牙利               | 协商中   |
| 白俄罗斯             | 协商中   |